# Warren Clarke
Warren Clarke (født 26. april 1947 i Oldham, død 12. november 2014) var en britisk skuespiller. Han medvirkede i den britiske TV-serie Coronation Street i to forskellige roller i 1966 og 1968. Hans første større filmrolle var som Dim i Stanley Kubricks kontroversielle A Clockwork Orange fra 1971. I 1982 spillede han en russisk dissident i Clint Eastwoods Firefox. Nogle år senere blev han tilbudt en rolle i Eastwoods Pale Rider men afslog. Clarke medvirkede over tid i et større antal britiske TV-serier. Mellem 1996 og 2007 spillede han politibetjenten Andy Dalziel i Dalziel & Pascoe.
Privat var Clarke en passioneret golfspiller og fra syvårsalderen Manchester City-supporter.

## Udvalgt filmografi
- A Clockwork Orange (1971)
- O Lucky Man! (1973)
- Firefox (1982)
- De flyvende djævle (1985)

## Eksterne links
- Warren Clarke på Internet Movie Database (engelsk)
- Warren Clarke på Filmdatabasen
- Warren Clarke på danskefilm.dk
- Warren Clarke på danskfilmogtv.dk
- Warren Clarke på Scope
- Warren Clarke på Svensk Filmdatabas (svensk)
- Warren Clarke på AlloCiné (fransk)
- Warren Clarke på AllMovie (engelsk)
- Warren Clarke på The Movie Database (engelsk)